# Janus (film, 2015)
A Janus 2015-ben készült magyar tévéfilm, mely az 1980-as évek Romániájában játszódik és azt mutatja be, hogyan férkőzött be a romániai totalitárius rendszer titkosszolgálata, a Securitate a családok mindennapjaiba, apránként tönkretéve azokat. A film történetének középpontjában egy nagyváradi család áll, melybe sikeresen beférkőzött a titkos szervezet „kétarcú ügynöke”, hogy végül a magánélet legintimebb pillanatait is kontrollálja, és elárulja akár a családtagjainak legszemélyesebb érzelmeit, vágyait is. A film története ugyan fikció, de megszületését megtörtént események ihlették.
A cselekmény több olyan megtörtént temesvári vagy kolozsvári eseményt fűz össze egységes történetté, amelyekkel a film készítői egy, a Securitate működésével kapcsolatban forgatott 2012-es dokumentumfilm, a Szigorúan ellenőrzött életek készítésekor találkoztak, levéltári kutatások vagy személyes elbeszélések útján. A Janus az elmúlt évek hasonló témákban készült filmjeitől elsősorban a történetmesélés módja tekintetében különbözik, ebben a filmben ugyanis egyszerre két idősíkban zajlanak az események, s a történet szinte teljes egészében az egyik főszereplő visszaemlékezései alapján áll össze, ami végig alapos figyelmet igényel a nézők részéről. A készítők fontosnak tartották, hogy filmjükkel autentikusan tudják visszaadni az 1980-as évek érzelmileg igen megrázó erdélyi eseményeit és a Ceaușescu-diktatúra közhangulatát, illetve azt is, hogy filmjükkel a fiatalokat is meg tudják szólítani.
A filmet Gyöngyössy Bence rendezte, a forgatókönyvet a rendező és Fonyódi Tibor jegyzi. A főbb szerepeket Seress Zoltán, Marozsán Erika, Jordán Tamás, Blaskó Péter és Adorjáni Bálint alakítja; a mellékszerepekben többek között Dunai Tamást, Lábodi Ádámot, Gyöngyössy Katalint és Barabás Kiss Zoltánt láthatják a tévénézők. A 76 perces filmdráma a Médiatanács Magyar Média Mecenatúra Programjának támogatásával született meg. 
Erdélyi ősbemutatója 2015 májusában volt, a közönség pedig 2015. december 14-én láthatta először a Duna TV műsorán.

## Közreműködők

### Szereplők
- Kállai Zoltán: Adorjáni Bálint
- dr. Kállai Zsuzsa: Marozsán Erika
- idősebb Kállai: Blaskó Péter
- idősebb Kállainé: Gyöngyössy Katalin
- dr. Kocsis Ferenc, Janus: Seress Zoltán
- dr. Gonda Gábor: Jordán Tamás
- Tatár: Lábodi Ádám
- Ion Mureanu: Hatházi András
- Vallató tiszt: Barabás Kiss Zoltán
- Kórházigazgató: Dunai Tamás

### Alkotók
- Rendező: Gyöngyössy Bence
- Forgatókönyvíró: Fonyódi Tibor, Gyöngyössy Bence
- Producer: Kabay Barna
- Dramaturg: Petényi Katalin
- Zene: Erdőcs Tamás
- Operatőr: Márton Balázs

## Cselekmény
A film nyitó jelenete a történet szerint a jelenkorban játszódik: egy pszichológus, dr. Gonda Gábor rendelésébe pillanthatunk be: éppen elbocsátja egy betegét, amikor egy korábbi ismerőse, dr. Kállai Zsuzsanna erdélyi fogszakorvos keresi telefonon. Szeretne beszélgetni, kiönteni a lelkét a régről ismert kollégájának – nem is titkolja sokáig, hogy miről. Arról, hogy a nő egykori férje, a minden ismerőse által feddhetetlennek ítélt és szakmailag-emberileg egyaránt kiváló személyiségnek tartott sebészorvos, dr. Kocsis Ferenc az 1980-as évek Erdélyében a hírhedt romániai titkosszolgálatnak, a Securitaténak dolgozhatott.
A pszichológus ettől kezdve végig a film harmadik főszereplője marad: Zsuzsa neki meséli el mindazt, amire visszaemlékszik nem túl sokáig tartó házasságuk éveiből, illetve mik azok, amiket azután tudott meg, hogy 2011-ben kikérte az állambiztonsági szolgálatok levéltárából a róla szóló aktákat. Aránylag hamar kiderül a filmből, hogy az asszonyról legtöbbet jelentő ügynök nagyon közeli kapcsolatban kellett, hogy álljon vele az 1980-as évek második felében, ismertté válik az ügynöki neve is – Lucefearul –, de arra sehonnan nem került elő adat, hogy ez a név kit fed.
A Jordán Tamás által megformált Gonda – aki annak idején ugyanabban az erdélyi kórházban dolgozott, mint a házaspár – közelről ismeri és úgyszintén nagyra tartja Kocsist, így érdeklődve, de nem titkolt szkepticizmussal fogadja az asszony által előadottakat. Sűrűn emlékezteti rá, hogy amiket mond, csak feltételezéseken alapul, más is lehetett a besúgó, akár a testvéreinek valamelyike is. Hiszen az ügynök fő célszemélyei – mint Zsuzsa emlékeiből is kiderül – inkább a Kállai család két férfitagja, az apa és a fiatalabb fivér lehettek, akik mindketten református lelkészek, nyilvántartott ellenzékiek és szamizdatként terjesztett írások szerzői voltak.
Zsuzsanna története szerint 1985-ben a közös munkahelyükön, a nagyváradi kórházban ismerkedett meg Kocsissal, akinek – elmondása szerint – az őszinteségébe szeretett bele. A férfi már a kapcsolat korai szakaszában maga hozta szóba a nő előtt apját és öccsét, akiket állítása szerint nagy tiszteletben tart, ennek köszönhetően hamar bekerült a családba, melynek tagjai – főleg a családfő – a szerény, de nagy műveltségű orvost gyanakvás nélkül bizalmukba fogadták. Pedig – a pszichológus egy kérdésére – hamar kiderül: Zsuzsa meg van győződve arról, hogy Kocsis kifejezetten állambiztonsági feladatául kapta a vele, majd a Kállai családdal való megismerkedést és közeli kapcsolatba való kerülést: a Securitate egy műhibaperrel fenyegetőzve kifejezetten ezzel a céllal szervezte be őt.
Az asszony azt is felidézi Gondának, hogy már házasságuk első éveiben észlelt olyan furcsa dolgokat, amiket az iratok megismerése után értett meg. Többször is olyan helyen találta meg a lakásban apróbb személyes tárgyait (táska, kocsikulcs), ahova ő azt biztosan nem tehette, de férje minden ilyen alkalommal győzködni kezdte, hogy márpedig ő tette oda, csak nem emlékszik. Meggyőződése szerint az ilyesmit Kocsis azért csinálta – és azért terjesztett róla hasonló dolgokat mások előtt is –, hogy elhíresztelje az asszony zavarodottságát, szavahihetetlenségét; hiszen ha gyanút fogna az iránt, hogy az orvos besúgó, így hiteltelenítheti Zsuzsa állításait.
Zsuzsanna elmondása szerint az 1989-90 körüli időszakra teljesen megromlott a házasságuk, a válást elősegítette az is, hogy Kocsis – a film által sugalltak szerint egyértelműen a romániai politikai fordulattól megrémült szekus tartótisztje és annak titkosrendőr kollégája ösztönzésére – a Magyarországra költözést választja, míg Zsuzsanna otthon akar maradni. Azóta nem találkozott volt férjével, mindössze egyetlen alkalommal beszélt vele; találkozott viszont a tartótiszttel (aki 1989 táján őt is kihallgatta), és bár a film nem mutatja egyértelműen ennek jeleit, elmondása szerint az megerősítette neki, hogy helyesek azok a feltételezések, amiket a kikért iratokból a volt férje vonatkozásában kikövetkeztetett.
Gonda még ettől sem érzi meggyőzve magát; ráadásul közben Kocsis is megkeresi, és egyre határozottabban próbálja győzködni a pszichológust, hogy exfelesége gyakorló elmebeteg, és mindaz, amiket róla állít, alaptalan hazugság és rágalom.
A sebészorvos egyébként a történet kezdete óta mindig abban keresett megnyugvást, hogy elvonult a saját szobájába zongorázni – állítása szerint tíz éves korától tanult orgonálni –, és Budapestre költözve megnyílt előtte annak lehetősége is, hogy templomban adjon koncertet; ez a jelenet adja a film drámai csúcspontját. Erre a koncertre ugyanis elmegy nézőként Gonda is, aki a közönség soraiban felfigyel egy ismerősnek tűnő férfira. Csak pár perc, és rájön, hogy az illető azonos azzal a volt Securitate-tiszttel, aki egy alkalommal a nagyváradi kórházban, miközben próbált megszerezni egy, a faliújságra Zsuzsa által kitűzött kis hirdetményt, jóval fiatalabb létére vele is durván, fenyegetően és megalázóan viselkedett. A koncert után többen is mennek, hogy gratuláljanak Kocsisnak, köztük egy miniszter és a Lábodi Ádám által megformált szekus tiszt is; Gonda pedig fültanúja lesz annak, amint Kocsis a tiszttel beszélgetve román nyelvre vált és maga hozza szóba, hogy eredménytelenül kereste a kapcsolatot a jelenleg követségi dolgozóként tevékenykedő, volt titkosrendőrrel. A pszichológus megszédül a hallottaktól, kis híja, hogy nem lesz rosszul.
A film zárójelenetében Zsuzsa – elkeseredésében, hogy sehogy sem tudja nyilvánosság elé tárni az általa vélt igazságot – gyógyszerek bevételével öngyilkosságra készül, amikor megszólal a telefonja. A TV24 egy újságírója hívja: dr. Gonda Gábor javaslatára keresi a nőt, mert beszélgetni szeretne vele, főként volt férjéről, dr. Kocsis Ferencről, aki a Securitate ügynöke volt. Ennek hallatán Kállai Zsuzsanna megmerevedik és elejti a gyógyszeres fiolát – azt már csak a scriptből tudja meg a néző, hogy a TV24 három héttel később hosszú leleplező anyagot adott le Kocsis viselt dolgairól, ami után az orvos visszavonult a közéleti szerepléstől és nem adott többet koncertet sem.